# Nazionale femminile di pallavolo del Messico
La nazionale di pallavolo femminile del Messico è una squadra nordamericana composta dalle migliori giocatrici di pallavolo del Messico ed è posta sotto l'egida della Federazione pallavolistica del Messico.

## Rosa
Segue la rosa delle giocatrici convocate per il campionato nordamericano 2023.
| N° | Nome                     | Ruolo | Data di nascita  | Squadra          |
| -- | ------------------------ | ----- | ---------------- | ---------------- |
| 1  | Ivone Martínez           | P     | 3 febbraio 1997  | Alcobendas       |
| 4  | María Fernanda Rodríguez | O     | 23 giugno 1997   | Sporting Lisbona |
| 6  | Grecia Castro            | S     | 5 marzo 2001     | Vitória          |
| 9  | Maria Vela               | P     | 19 maggio 2000   | Tirana           |
| 10 | Daniela Siller           | S     | 25 marzo 2000    | UDEM             |
| 11 | Jocelyn Urías            | C     | 12 febbraio 1996 | Quimper          |
| 12 | Joseline Landeros        | L     | 20 dicembre 2000 | Kairós           |
| 15 | Karen Rivera             | O     | 20 maggio 1999   | Chihuahua        |
| 16 | Angela Muñoz             | L     | 10 novembre 2000 | Tigrillas UANL   |
| 20 | Aimé Topete              | S     | 16 ottobre 2005  | -                |
| 22 | Andrea Elicerio          | C     | 22 gennaio 2002  | Tigrillas UANL   |
| 30 | Arleth Márquez           | C     | 26 dicembre 2005 | -                |
| 33 | Karina Flores            | C     | 16 agosto 1998   | Anorthōsīs       |

## Risultati

### Competizioni FIVB
| 1964 | non qualificata | -            |
| 1968 | 7º posto        | Convocazioni |
| 1972 | non qualificata | -            |
| 1976 | non qualificata | -            |
| 1980 | non qualificata | -            |
| 1984 | non qualificata | -            |
| 1988 | non qualificata | -            |
| 1992 | non qualificata | -            |
| 1996 | non qualificata | -            |
| 2000 | non qualificata | -            |
| 2004 | non qualificata | -            |
| 2008 | non qualificata | -            |
| 2012 | non qualificata | -            |
| 2016 | non qualificata | -            |
| 2020 | non qualificata | -            |
| 2024 | non qualificata | -            |

| 1952 | non qualificata | -            |
| 1956 | non qualificata | -            |
| 1960 | non qualificata | -            |
| 1962 | non qualificata | -            |
| 1967 | non qualificata | -            |
| 1970 | 12º posto       | Convocazioni |
| 1974 | 10º posto       | Convocazioni |
| 1978 | 15º posto       | Convocazioni |
| 1982 | 13º posto       | Convocazioni |
| 1986 | non qualificata | -            |
| 1990 | non qualificata | -            |
| 1994 | non qualificata | -            |
| 1998 | non qualificata | -            |
| 2002 | 24º posto       | Convocazioni |
| 2006 | 24º posto       | Convocazioni |
| 2010 | non qualificata | -            |
| 2014 | 21º posto       | Convocazioni |
| 2018 | 16º posto       | Convocazioni |
| 2022 | non qualificata | -            |

### Competizioni NORCECA
| 1969 | 1º posto        | Convocazioni |
| 1971 | 1º posto        | Convocazioni |
| 1973 | 4º posto        | Convocazioni |
| 1975 | 3º posto        | Convocazioni |
| 1977 | 6º posto        | Convocazioni |
| 1979 | 3º posto        | Convocazioni |
| 1981 | 3º posto        | Convocazioni |
| 1983 | 4º posto        | Convocazioni |
| 1985 | non qualificata | -            |
| 1987 | 4º posto        | Convocazioni |
| 1989 | 4º posto        | Convocazioni |
| 1991 | 4º posto        | Convocazioni |
| 1993 | 4º posto        | Convocazioni |
| 1995 | 6º posto        | Convocazioni |
| 1997 | 6º posto        | Convocazioni |
| 1999 | 6º posto        | Convocazioni |
| 2001 | 4º posto        | Convocazioni |
| 2003 | non qualificata | -            |
| 2005 | 7º posto        | Convocazioni |
| 2007 | 6º posto        | Convocazioni |
| 2009 | 6º posto        | Convocazioni |
| 2011 | 5º posto        | Convocazioni |
| 2013 | 5º posto        | Convocazioni |
| 2015 | 6º posto        | Convocazioni |
| 2017 | 1º posto        | Convocazioni |
| 2019 | 5º posto        | Convocazioni |
| 2021 | 5º posto        | Convocazioni |
| 2023 | 5º posto        | Convocazioni |

| 2021 | 2º posto | Convocazioni |
| 2022 | 6º posto | Convocazioni |
| 2023 | 4º posto | Convocazioni |
| 2024 | 3º posto | Convocazioni |

| 2022 | 1º posto        | Convocazioni |
| 2023 | non qualificata | Convocazioni |
| 2024 | 2º posto        | Convocazioni |
| 2025 | 2º posto        | Convocazioni |

### Competizioni zonali
| 1955 | 1º posto        | Convocazioni |
| 1959 | non qualificata | -            |
| 1963 | 3º posto        | Convocazioni |
| 1967 | 5º posto        | Convocazioni |
| 1971 | 3º posto        | Convocazioni |
| 1975 | 3º posto        | Convocazioni |
| 1979 | 5º posto        | Convocazioni |
| 1983 | non qualificata | -            |
| 1987 | non qualificata | -            |
| 1991 | non qualificata | -            |
| 1995 | non qualificata | -            |
| 1999 | non qualificata | -            |
| 2003 | 8º posto        | Convocazioni |
| 2007 | 7º posto        | Convocazioni |
| 2011 | 8º posto        | Convocazioni |
| 2015 | non qualificata | -            |
| 2019 | non qualificata | -            |
| 2023 | 3º posto        | Convocazioni |

| 1935 | 1º posto | Convocazioni |
| 1938 | 1º posto | Convocazioni |
| 1946 | 3º posto | Convocazioni |
| 1954 | 1º posto | Convocazioni |
| 1959 | 1º posto | Convocazioni |
| 1962 | 3º posto | Convocazioni |
| 1966 | 2º posto | Convocazioni |
| 1970 | 1º posto | Convocazioni |
| 1974 | 2º posto | Convocazioni |
| 1978 | 2º posto | Convocazioni |
| 1982 | 2º posto | Convocazioni |
| 1986 | 2º posto | Convocazioni |
| 1990 | 2º posto | Convocazioni |
| 1993 | 2º posto | Convocazioni |
| 1998 | 5º posto | Convocazioni |
| 2002 | 3º posto | Convocazioni |
| 2006 | 4º posto | Convocazioni |
| 2010 | 5º posto | Convocazioni |
| 2014 | 4º posto | Convocazioni |
| 2018 | 4º posto | Convocazioni |
| 2023 | 5º posto | Convocazioni |

| 2002 | 4º posto  | Convocazioni |
| 2003 | 8º posto  | Convocazioni |
| 2004 | 7º posto  | Convocazioni |
| 2005 | 7º posto  | Convocazioni |
| 2006 | 9º posto  | Convocazioni |
| 2007 | 10º posto | Convocazioni |
| 2008 | 10º posto | Convocazioni |
| 2009 | 9º posto  | Convocazioni |
| 2010 | 9º posto  | Convocazioni |
| 2011 | 9º posto  | Convocazioni |
| 2012 | 12º posto | Convocazioni |
| 2013 | 12º posto | Convocazioni |
| 2014 | 8º posto  | Convocazioni |
| 2015 | 10º posto | Convocazioni |
| 2016 | 11º posto | Convocazioni |
| 2017 | 11º posto | Convocazioni |
| 2018 | 10º posto | Convocazioni |
| 2019 | 9º posto  | Convocazioni |
| 2022 | 4º posto  | Convocazioni |
| 2023 | 7º posto  | Convocazioni |
| 2024 | 5º posto  | Convocazioni |
| 2025 | 4º posto  | Convocazioni |

### Competizioni estinte
| 1993 | non qualificata | -            |
| 1994 | non qualificata | -            |
| 1995 | non qualificata | -            |
| 1996 | non qualificata | -            |
| 1997 | non qualificata | -            |
| 1998 | non qualificata | -            |
| 1999 | non qualificata | -            |
| 2000 | non qualificata | -            |
| 2001 | non qualificata | -            |
| 2002 | non qualificata | -            |
| 2003 | non qualificata | -            |
| 2004 | non qualificata | -            |
| 2005 | non qualificata | -            |
| 2006 | non qualificata | -            |
| 2007 | non qualificata | -            |
| 2008 | non qualificata | -            |
| 2009 | non qualificata | -            |
| 2010 | non qualificata | -            |
| 2011 | non qualificata | -            |
| 2012 | non qualificata | -            |
| 2013 | non qualificata | -            |
| 2014 | 26º posto       | Convocazioni |
| 2015 | 28º posto       | Convocazioni |
| 2016 | 26º posto       | Convocazioni |
| 2017 | 29º posto       | Convocazioni |

| 2018 | non qualificata | -            |
| 2019 | non qualificata | -            |
| 2022 | non qualificata | -            |
| 2023 | 5º posto        | Convocazioni |
| 2024 | non qualificata | -            |

| 2008 | non qualificata | -            |
| 2009 | non qualificata | -            |
| 2010 | 4º posto        | Convocazioni |